# Jagdpanzer IV
Jagdpanzer IV(Sd. Kfz. 162) là tên một loại pháo tự hành diệt tăng phục vụ cho lực lượng Đức Quốc xã trong thời kì gần cuối Thế chiến II. Jagdpanzer IV được lắp ráp dựa trên khung tăng Panzer-IV và trang bị pháo 7,5 cm PaK 39 L/48. Nó được thiết kế từ ba mẫu pháo tự hành và tăng khác: StuG-III, Jagdpanther và Panzer-IV. Vì vậy Jagdpanzer IV thể hiện sức mạnh của mình rất tốt trên chiến trường vào những năm 1944-1945.

## Phát triển
Sau trận Stalingrad, vào tháng 9 năm 1942, Waffenamt chỉ thị cho tập đoàn vũ khí Alkett và Vomag phải thiết kế một loại pháo tự hành diệt tăng theo các yêu cầu: giáp trước dày 100 mm, giáp hai bên sườn dày từ 40 mm-50 mm, xích tăng rộng và dày hơn, khoảng sáng gầm khoảng 50 cm và đạt tốc độ tối đa 26 km/h. Và dự án đó được cả Alkett và Vomag gấp rút thực hiện, tất cả các khung tăng đều được đưa vào xem xét. Cuối cùng dự án được đặt tên là Jagdpanzer IV, được lắp khung tăng Panzer-IV và trang bị pháo 7,5 cm PaK 39 L/48 - giống như xe tăng Panther.
Ban đầu, Alkett đã xem qua rất nhiều mẫu khung tăng. Đầu tiên là khung pháo tự hành Marder, sau đó là StuG-III và thậm chí cả Panther, Panzer-IV. Khung tăng pháo tự hành Marder có khung hơi cao và chỗ trống bên trong không được rộng lắm; khung tăng StuG-III có cơ chế mở cửa ngoài thoát hiểm quá khó - dễ gây nguy hiểm cho kíp chiến đấu. Khung tăng Panther thì quá nặng, không phù hợp với một loại pháo tự hành có khối lượng hạng trung như Jagdpanzer IV. Chỉ còn lại khung tăng Panzer-IV và khung tăng này rất hợp với Jagdpanzer IV về cả kết cấu và thiết kế. Cuối cùng cả Alkett và Vomag đã chọn khung tăng Panzer-IV để lắp vào Jagdpanzer IV.
Mặc dù sử dụng khung tăng Panzer-IV nhưng Jagdpanzer-IV đã gia cố lại phần giáp trước và giáp xiên. Vì phải gia cố lại nên ngăn đặt động cơ phải di chuyển sang chỗ khác. Khung tăng do Alkett gia cố có lớp giáp hai bên sườn dày gần 80 mm cộng với lớp giáp trước dày hơn 100 mm tạo nên lớp bảo vệ rất chắc chắn cho Jagdpanzer-IV.
Ban đầu Jagdpanzer-IV được trang bị pháo chính PaK 42 L/70, tuy nhiên do ngăn chứa không đủ diện tích nên chỉ có thể lắp được pháo 7,5 cm PaK 39 L/48. Pháo PaK 39 L/48 không dài và mạnh bằng pháo PaK 42 L/70, về sau Alkett tăng thêm diện tích cho ngăn chứa pháo.
Việc lắp pháo PaK 42 rõ ràng đã tăng thêm trọng lượng cho Jagdpanzer-IV tuy nhiên vì khối lượng phần trước nặng (giáp trước dày hơn 100 mm + pháo PaK 42) nên Jagdpanzer IV có vẻ hơi nghiêng về phía trước. Điều này làm cho nó mất khả năng linh động trong việc tấn công và di chuyển. Dự án "Guderian's duck" được lập ra để giảm bớt trọng lượng phần trước của Jagdpanzer IV. Dự án đã tìm cách sắp xếp lại các vành của mỗi mắt xích nhằm tạo lại sự cân bằng cho toàn thân tăng. Một vài phiên bản sửa chữa đời sau có lắp loại xích mới này.
Mẫu Jagdpanzer-IV cuối cùng được giới thiệu vào tháng 12 năm 1943 và việc sản xuất được bắt đầu từ tháng 1 năm 1944. Đến tận tháng 11 năm 1944, toàn bộ số pháo PaK 39 L/48 mới được thay thế bằng pháo PaK 42 L/70. Việc sản xuất được tiếp tục đến tận tháng 3-4 năm 1945.
Vào ngày 22 tháng 8 năm 1943, Hitler nhận được báo cáo từ trận Kursk. Bản báo cáo cho thấy pháo tự hành StuG-III đã "biểu diễn" tốt hơn tăng Panzer-IV. Ngay lập tức ông ta ra lệnh dừng sản xuất Panzer-IV và thay thế Panzer-IV bằng Jagdpanzer-IV và Jagdpanther. Tuy nhiên, việc sản xuất Panzer-IV vẫn còn được tiếp tục đến tận năm 1944, sau đó mới bắt đầu dừng lại.

## Biến thể
- Jagdpanzer IV (trang bị pháo chính 7,5 cm PaK 39 L/43): một số lượng nhỏ được sản xuất.
- Jagdpanzer IV (trang bị pháo chính 7,5 cm PaK 39 L/48): tên tiếng Đức là Sturmgeschütz neuer Art mit 7.5 cm PaK L/48 auf Fahrgestell PzKpfw IV. Có khoảng 780 chiếc được sản xuất vào năm 1944.
- Jagdpanzer IV (V) (Sd. Kfz. 162/1): một trong hai biến thể được trang bị pháo chính PaK 42 L/70. Có khoảng 940 chiếc được sản xuất từ năm 1944-1945. Chữ V là tên hãng sản xuất:Vomag.
- Jagdpanzer IV (A) (Sd. Kfz. 162/1): biến thể thứ hai trang bị pháo chính PaK 42 L/70. Để có thể sản xuất Jagdpanzer IV (được trang bị pháo PaK 42 L/70) càng sớm càng tốt và tung ra chiến trường, Hitler chỉ thị tập đoàn Alkett cứ sản xuất Jagdpanzer IV theo bản thiết kế ban đầu rồi sau đó thay pháo lại. Chỉ có khoảng 278 chiếc được sản xuất từ tháng 8/1944-tháng 3/1945. Chữ A là tên hãng sản xuất: Alkett.

## Lịch sử hoạt động
Jagdpanzer IV thường được phân vào các sư đoàn chống tăng, nhưng đôi khi nó cũng được phân vào các sư đoàn SS. Jagdpanzer IV tham gia một số trận đánh lớn như Normandy, Ardennes, một vài trận đánh ở mặt trận phía Đông và trận Berlin. Jagdpanzer IV thể hiện rất tốt với vai trò là pháo tự hành chống tăng, tuy nhiên Jagdpanzer IV bộc lộ một số điểm yếu khi thay thế vai trò của xe tăng (có nghĩa là tấn công tầm gần-trực diện).
Ngoài lực lượng Đức Quốc xã, România là nước thứ hai sử dụng Jagdpanzer IV. Romania nhận một vài chiếc Jagdpanzer IV từ Hồng Quân sau thế chiến II. Chúng được đặt tên bí mật là TA T4. Sư đoàn TA T4 phục vụ quân đội Romania đến tận năm 1950.
Một trong những vụ đáng nhớ nhất của chiếc Jagdpanzer IV thuộc sư đoàn 12 SS Panzer. Khi viên Trung sĩ SS (Oberscharführer) Roy bị bắn chết bởi một tay bắn tỉa Mỹ trong lúc anh ta đang mở nắp thoát hiểm và nhìn ra ngoài. Ngay sau đó, toàn bộ kíp lái Jagdpanzer IV đều ra xem thử và bị bắn chết hết. Chiếc Jagdpanzer IV bị bắt giữ một cách rất buồn cười vào ngày 17 tháng 12 năm 1944.
Sau thế chiến II, Tây Đức sử dụng Jagdpanzer IV để phòng vệ biên giới, nhưng cũng chỉ một vài năm sau đó số Jagdpanzer IV được chuyển vào bảo tàng.

## Những chiếc còn sót lại

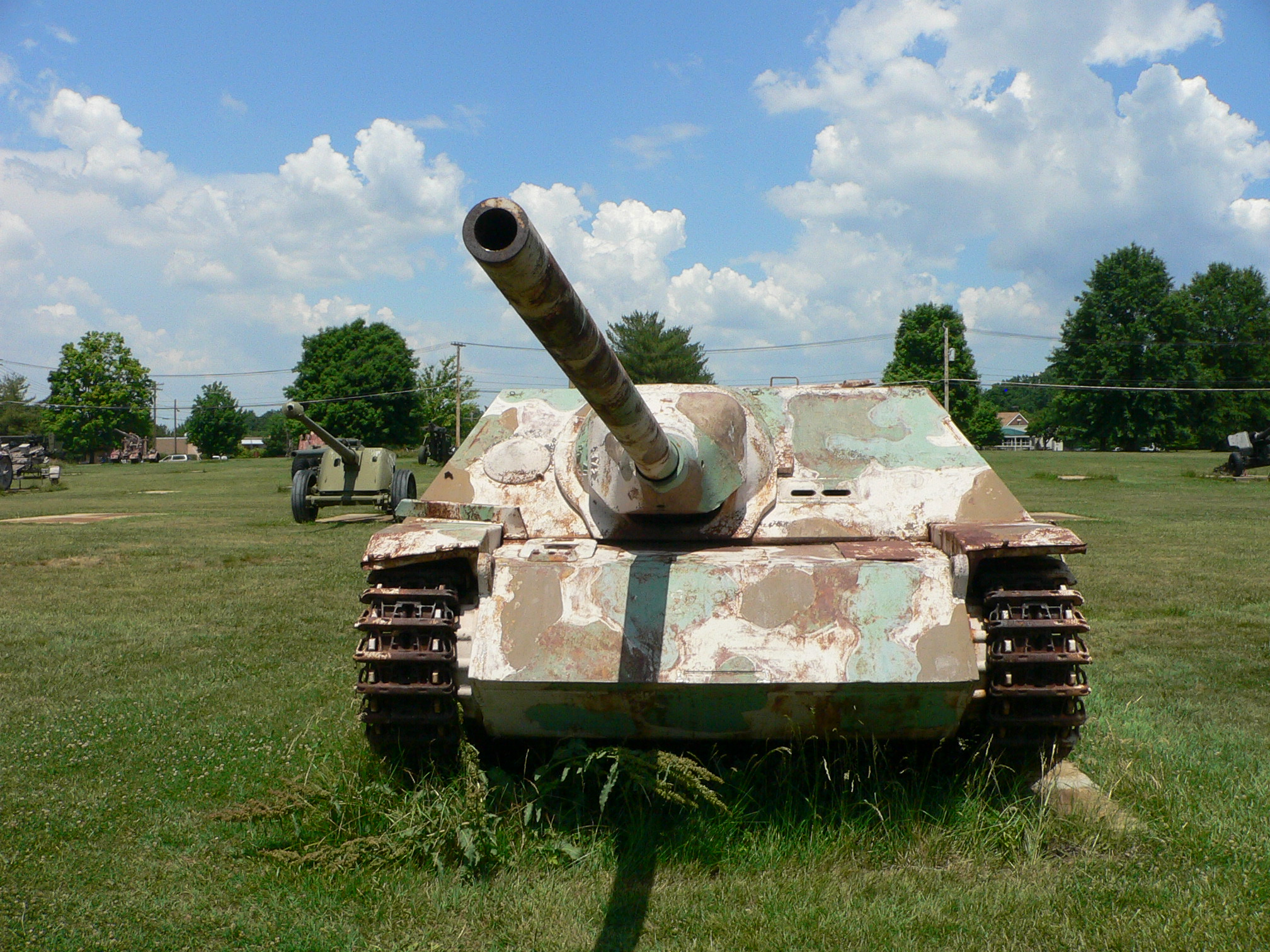
Jagdpanzer IV tại bảo tàng chiến tranh Mỹ, Aberdeen, Mỹ

- Jagdpanzer IV L/48 (sê-ri 0): được trưng bày tại bảo tàng Deutsches, Munster, Đức. Nó được khôi phục lại phần trước, lấy một số bộ phận từ bảo tàng Musée des Blindés, Saumur, Pháp.
- Jagdpanzer IV L/48: cũng được trưng bày tại bảo tàng Deutsches, Đức. Chiếc Jagdpanzer IV này là một trong những mẫu đời đầu với lớp giáp bọc trước chỉ dày có 60 mm. Chiếc Jagdpanzer này được mượn và mua lại từ WTS, Koblenz, Đức. Nó được bảo tàng chiến tranh Mỹ đưa về Đức vào năm 1960.
- Jagdpanzer IV L/48: được trưng bày tại bảo tàng Musée des Blindés, Saumur, Pháp. Nó cùng là những mẫu đời đầu với lớp giáp trước dày 60 mm.
- Jagdpanzer IV L/48: được trưng bày tại bảo tàng thiết giáp Thun, Thuỵ Sĩ. Nó là một trong những mẫu đời sau với lớp giáp bọc dày 80 mm.
- Jagdpanzer IV L/48: được trưng bày tại kho chứa vũ khí tại Bun-ga-ri. Đây là mẫu Jagdpanzer L/48 đời đầu. Nó còn giữ lại ngăn súng máy cũ và xích loại không cân. Vào tháng 2/2008, nó được gửi đến Bộ quốc phòng Bulgari và được bảo vệ kĩ càng. Nó là một trong những cổ vật được nhà nước Bulgari bảo vệ.
- Jagdpanzer IV L/70 (V): được trưng bày tại Bảo tàng quốc gia lịch sử quân sự, Sofia, Bulgari.
- Jagdpanzer IV L/70 (V): được trưng bày tại bảo tàng thiết giáp Kubinka, Nga.
- Jagdpanzer IV L/70 (V): được trưng bày tại bảo tàng chiến tranh Mỹ, Aberdeen, Maryland.
- Jagdpanzer IV L/70 (V): được trưng bày tại bảo tàng Patton, Fort Knox, Kentucky.
- Jagdpanzer IV L/70 (V): được trưng bày tại bảo tàng chiến tranh Canada, Ottawa, Canada.
- Jagdpanzer IV L/70 (A): được trưng bày tại bảo tàng Musée des Blindés, Saumur, Pháp. Chiếc Jagdpanzer IV này được lực lượng quân đội Pháp bắt giữ được và sử dụng vào những năm cuối cuộc chiến (1944-1945). Chiếc Jagdpanzer đang trưng bày hiện còn một vết đạn xuyên giáp trước.